# 大望峠
大望峠（だいぼうとうげ）は、長野県長野市（旧戸隠村と旧鬼無里村の村境）に位置する峠。標高は1055メートル。
長野県道36号信濃信州新線が通る。頂上付近では改良された切り通しの新道から旧道へ入る側道があり、頂上に展望台がある。
展望台からは戸隠連峰や北アルプスが一望できる。
江戸時代は戸隠往来として鬼無里から戸隠宝光社を結ぶ峠だった。
昔は名も無い峠であったが、鬼無里村に住んでいた男性があまりの景色の美しさに大望峠と名前を付けて看板を置いたところ、本人も知らぬ間に正式な名称として「大望峠」となった。